# Протистояння Бекер-Едберг
Протистояння Беккер-Едберг - протистояння тенісистів Бориса Беккера з Німеччини та Стефана Едберга зі Швеції. У період між 1984 і 1996 роками вони грали між собою 35 разів.  Хоча Беккер лідирує у протистоянні з рахунком 25–10, Едберг виграв три із чотирьох їхніх матчів на турнірах Великого шолома. Найбільш пам'ятними є три поспіль фінали Вімблдону, розіграні цими гравцями. У фіналі Вімблдону 1988 Беккер був фаворитом і виграв перший сет, але програв матч Едбергу у чотирьох партіях. У 1989 році Беккер виграв у трьох сетах, а в 1990 - Едберг виграв перший і другий сет, Беккер - третій і четвертий, а також із брейком у п'ятому, але зрештою матч виграв Едберг.
Після перемоги на Вімблдоні 2009, Роджер Федерер заявив, що саме Вімблдонські фінали Беккера та Едберга переконали його почати займатися тенісом, а не футболом.

## Статистика

### Беккер-Едберг (25–10)
| Рік  | Турнір                  | Покриття | Раунд | Переможець    | Рахунок                     |
| ---- | ----------------------- | -------- | ----- | ------------- | --------------------------- |
| 1984 | Кельн                   | хард     | 1/16  | Стефан Едберг | 6–4, 6–4                    |
| 1985 | Філадельфія             | килим    | 1/16  | Стефан Едберг | 6–3, 6–1                    |
| 1985 | Лас-Вегас               | хард     | 1/8   | Борис Беккер  | 6–3, 6–7(3), 6–2            |
| 1985 | Кубок Девіса            | килим    | Ф     | Борис Беккер  | 6–3, 3–6, 7–5, 8–6          |
| 1986 | Даллас                  | килим    | ПФ    | Борис Беккер  | 7–6(4), 7–6(7), 4–6, 7–6(2) |
| 1986 | Мастерс Канада          | хард     | Ф     | Борис Беккер  | 6–4, 3–6, 6–3               |
| 1986 | Токіо                   | килим    | Ф     | Борис Беккер  | 7–6(5), 6–1                 |
| 1986 | Підсумковий             | килим    | ПФ    | Борис Беккер  | 6–4, 6–4                    |
| 1987 | Мастерс Індіан-Веллс    | хард     | Ф     | Борис Беккер  | 6–4, 6–4, 7–5               |
| 1987 | Мастерс Канада          | хард     | ПФ    | Стефан Едберг | 6–2, 6–4                    |
| 1987 | Мастерс Цинциннаті      | хард     | Ф     | Стефан Едберг | 6–4, 6–1                    |
| 1988 | Даллас, Чемпіонат світу | килим    | Ф     | Борис Беккер  | 6–4, 1–6, 7–5, 6–2          |
| 1988 | Лондон (Queen's Club)   | трава    | Ф     | Борис Беккер  | 6–1, 3–6, 6–3               |
| 1988 | Вімблдон                | трава    | Ф     | Стефан Едберг | 4–6, 7–6(2), 6–4, 6–2       |
| 1988 | Підсумковий             | килим    | ГР    | Стефан Едберг | 7–6(5), 3–6, 6–4            |
| 1988 | Кубок Девіса            | ґрунт    | Ф     | Борис Беккер  | 6–3, 6–1, 6–4               |
| 1989 | Ролан Гаррос            | ґрунт    | ПФ    | Стефан Едберг | 6–3, 6–4, 5–7, 3–6, 6–2     |
| 1989 | Вімблдон                | трава    | Ф     | Борис Беккер  | 6–0, 7–6(1), 6–4            |
| 1989 | Мастерс Париж           | килим    | Ф     | Борис Беккер  | 6–4, 6–3, 6–3               |
| 1989 | Підсумковий             | килим    | ГР    | Борис Беккер  | 6–1, 6–4                    |
| 1989 | Підсумковий             | килим    | Ф     | Стефан Едберг | 4–6, 7–6(6), 6–3, 6–1       |
| 1989 | Кубок Девіса            | килим    | Ф     | Борис Беккер  | 6–2, 6–2, 6–4               |
| 1990 | Лондон (Queen's Club)   | трава    | ПФ    | Борис Беккер  | 6–4, 6–4                    |
| 1990 | Вімблдон                | трава    | Ф     | Стефан Едберг | 6–2, 6–2, 3–6, 3–6, 6–4     |
| 1990 | Сідней                  | хард (п) | Ф     | Борис Беккер  | 7–6(4), 6–4, 6–4            |
| 1990 | Стокгольм               | килим    | Ф     | Борис Беккер  | 6–4, 6–0, 6–3               |
| 1990 | Париж                   | килим    | Ф     | Стефан Едберг | 3–3, retired                |
| 1991 | Стокгольм               | килим    | Ф     | Борис Беккер  | 3–6, 6–4, 1–6, 6–2, 6–2     |
| 1992 | Брюссель                | килим    | ПФ    | Борис Беккер  | 4–6, 6–4, 6–2               |
| 1992 | Франкфурт               | килим    | ГР    | Борис Беккер  | 6–4, 6–0                    |
| 1993 | Доха                    | хард     | ПФ    | Борис Беккер  | 6–4, 6–4                    |
| 1994 | Франкфурт               | килим    | ГР    | Борис Беккер  | 6–7(3), 6–4, 7–5            |
| 1995 | Базель                  | хард     | ЧФ    | Борис Беккер  | 6–4, 3–6, 6–3               |
| 1996 | Доха                    | хард     | 1/16  | Борис Беккер  | 6–2, 7–5                    |
| 1996 | Лондон (Queen's Club)   | Трава    | Ф     | Борис Беккер  | 6–4, 7–6(3)                 |

| Легенда          |
| Великий шолом    |
| Підсумковий      |
| Мастерс          |
| Кубок Девіса     |
| Світовий Тур ATP |